# Склабіня
Склабіня (словац. Sklabiňa) — село, громада округу Мартін, Жилінський край, регіон Турєц. Кадастрова площа громади — 11,07 км².
Населення 622 особи (станом на 31 грудня 2018 року).

## Історія
Склабіня згадується 1242 року.

## Населення
| Рік:            | 1994. | 2004.   | 2014.   | 2024.   |
| --------------- | ----- | ------- | ------- | ------- |
| Кількість осіб: | 584   | 608     | 634     | 644     |
| Різниця:        |       | +4,10 % | +4,27 % | +1,57 % |

| Рік:            | 2023. | 2024.   |
| --------------- | ----- | ------- |
| Кількість осіб: | 642   | 644     |
| Різниця:        |       | +0,31 % |